# Музей Мунка
Музей Мунка (Музей Мунка в Осло; норв. Munch-museet, Munch-museet i Oslo) — музейний заклад у Осло (Норвегія), що займається збором, опрацюванням і популяризацією творчості норвезького художника і графіка Едварда Мунка (1863-1944).
Музей розташований у східній частині середмістя столиці Норвегії. Адреса: Tøyengata 53, 0578 Oslo Norsk.
На даний час музейний фонд становить бл. 1100 картин, 4500 малюнків, 18 000 графічних зображень. Крім творів митця у музеї зберігаються декілька його особистих речей, зокрема і ті, що художник заповів місту після своєї смерті (1944). 
Музей було урочисто відкрито у 1963 році.

## Виноски
1. ↑  Дані згідно з офіційним сайтом музею [Архівовано 18 лютого 2009 у Wayback Machine.]